# Lluís d'Armagnac
 Louis d'Armagnac  (1472 - Cerignola, 28 d'abril de 1503) fou un noble i cap militar francès. comte de Guisa, duc de Nemours i virrei de Nàpols.
Tercer fill de Jaume d'Armagnac, el 1491 el rei de França Lluís XII li va concedir el títol de Comte de Guisa que després de la mort del seu oncle Carles V de Maine havia passat a mans de la corona francesa. El 1500, morts els seus dos germans grans, va heretar el títol de duc de Nemours.
Va liderar l'exèrcit francès que el 1501 va ocupar el Regne de Nàpols, sent nomenat virrei en nom de Lluís XII. Durant la segona guerra italiana es va enfrontar a les tropes aragoneses de Gonzalo Fernández de Córdoba, sent derrotat en la batalla de Cerignola, on va morir. Els seus títols nobiliaris van passar a la seva germana Margarida d'Armagnac.